# Catoptria mullertrutzi
Catoptria mullertrutzi là một loài bướm đêm trong họ Crambidae.